# Skrajna Krywańska Szczerbina
Skrajna Krywańska Szczerbina (słow. Predná Krivánska štrbina, 2027 m) – przełęcz znajdująca się w Krywańskiej Grani w słowackiej części Tatr Wysokich. Oddziela Pośrednią Krywańską Turnię od Skrajnej Krywańskiej Turni. Do doliny Niewcyrki opada z przełęczy żleb, który w dolnej części jest wąski i stromy, ze skalnym progiem. Teren powyżej niego jest trawiasto-piarżysty. 
Pierwszego znanego wejścia na Pośrednią Krywańską Szczerbinę dokonali Alfred Martin i przewodnik Johann Franz senior 20 września 1907, podczas wspinaczki Krywańską Granią. 14 stycznia 1975 Dušan Becík i Pavol Tarábek wytyczyli drogę wspinaczkową na przełęcz wprost z Niewcyrki, trudności V, A1, czas przejścia 14 godz.
Obecnie wspinaczka w całym masywie Krywania nie jest dozwolona, z wyjątkiem północnej ściany Ramienia Krywania w okresie zimowym (od 21 grudnia do 20 marca).

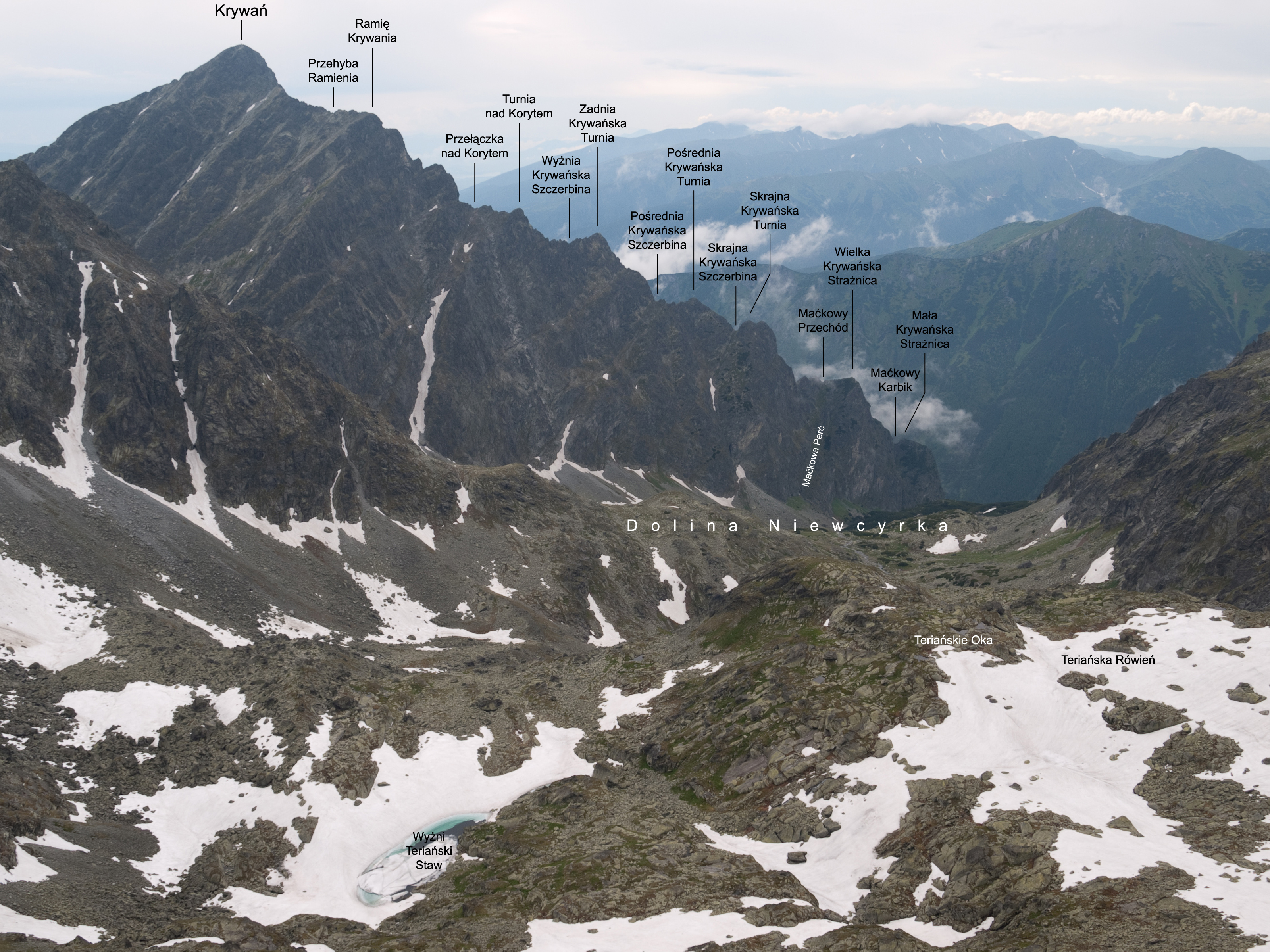
Krywańska Grań – widok z Furkotu